# 卡哈班巴
卡哈班巴（西班牙語：Cajabamba），是秘魯的城鎮，位於該國北部卡哈馬卡大區，是卡哈班巴省的首府，海拔高度2,654米，2005年人口12,829，居民主要使用奇楚瓦語和西班牙語。
7°37′25.40″S 78°02′45.71″W / 7.6237222°S 78.0460306°W